# Aizoon camforosma
Aizoon camforosma är en isörtsväxtart som beskrevs av Heinrich Gottlieb Ludwig Reichenbach och Spreng.. Aizoon camforosma ingår i släktet Aizoon och familjen isörtsväxter. Inga underarter finns listade i Catalogue of Life.